# Galvanize (пісня)
«Galvanize» — пісня британського електронного дуету The Chemical Brothers і перший сингл із альбому «Push the Button», який вийшов 2005 року. Виданий 17 січня 2005 року на Virgin Records. Він вийшов за тиждень до виходу альбому і досяг № 3 в чарті Великої Британії «Singles Chart» (див. 2005 у музиці).